# Terme (droit civil)
En droit civil, un terme est, avec la condition, une modalité qui peut affecter une obligation. Le terme est un événement futur et certain dont on fait dépendre l'exigibilité ou l'extinction d'une obligation.

## Généralités
Un terme suspensif indique la date à partir de laquelle l'obligation devient exigible. 
Le terme extinctif, en revanche, éteint l'obligation. L'obligation n'existant plus, il n'est pas question qu'elle fasse l'objet d'une quelconque exécution.
Par exemple, le 1er juin, est conclu un contrat de travail à durée déterminée qui s'étend du 1er juillet au 31 août. Les obligations existent au jour de la conclusion du contrat mais ne sont pas exigibles. 
Le 1er juillet est le terme suspensif : l'obligation devient exigible.
Le 31 août est le terme extinctif : l'obligation n'existe plus.

## Droit français
Le Code civil français définit le terme suspensif aux articles 1305 et suivants. En pareille hypothèse, l'obligation naît lors de la conclusion du contrat mais ne devient exigible qu'au jour de la réalisation du terme.
Quant à l'examen de la certitude du terme, la jurisprudence a opté pour un revirement et considère désormais que le juge apprécie la certitude du terme de manière objective et non pas selon les prévisions des parties. 

## Droit québécois
En droit québécois, le terme est un événement futur et certain qui retarde l’exécution de l’obligation, d'après l'article 1508 du Code civil du Québec. Contrairement à la condition, il est lié à l'exécution de l'obligation. 
L'article 1511 al. 2 C.c.Q. prévoit la renonciation au bénéfice du terme. L'art. 1514 C.c.Q. concerne la déchéance du terme en cas de faillite et d'insolvabilité.